# Castilleja pilosa
Castilleja pilosa (лат.) — многолетнее травянистое растение рода Кастиллея (Castilleja) семейства Заразиховые (Orobanchaceae). Произрастает на западе США от Калифорнии до Вайоминга, где растёт по всему Большому Бассейну.

## Описание
Castilleja pilosa — полупаразитическое многолетнее травянистое растение. Растёт из разветвлённого стеблекорня. Растения многоствольные, обычно стелющиеся у основания, прямостоячие вверх и высотой 10-30 см; стебли иногда ветвятся вверху. Листья очерёдные узкие. Нижние листья, как правило, цельные, в то время как средние и верхние листья часто имеют две пары длинных узких боковых долей. Листва покрыта короткими или длинными и мягкими волосками, которые часто направлены вниз. Соцветие — плотный колос — состоит из слоёв зеленоватых, пурпурных или розовых прицветников, иногда окаймлённых белым. Каждый цветок подкреплён широким листовидным прицветником. Трубчатая чашечка длиной 10-20 мм окружает венчик и разделена на 4 равные, заострённые доли. Жёлтый трубчатый венчик 15-20 мм. Хотя цветки не полностью скрыты, соцветие получает свой цвет от прицветников, а не от цветков. Цветёт в июне, июле и начале августа.

## Разновидности
Различают следующие разновидности вида:
- Castilleja pilosa var. longispica — Айдахо, Монтана и Вайоминг;
- Castilleja pilosa var. pilosa — Калифорния, Орегон и Невада;
- Castilleja pilosa var. steenensis — эндемик Орегона.

## Ареал и местообитание
Произрастает на западе США в Калифорнии, Айдахо, Монтане, Неваде, Орегоне, Вайоминге, где растёт в горных и платообразных местообитаниях по всему Большому Бассейну и прилегающим регионам. Встречается от полынных кустарников равнин до высоких гор в альпийском климате.